# Flaminio Scala
Flaminio Scala (Roma, 27 settembre 1552 – Mantova, 9 dicembre 1624) è stato un attore teatrale e comico italiano.

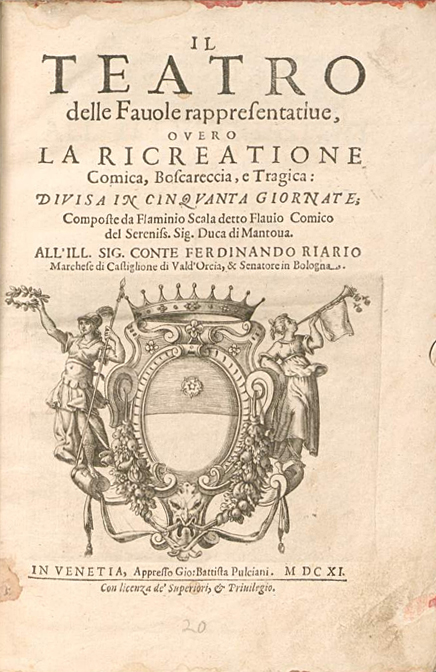
Copertina de Il Teatro delle Favole rappresentative, 1611

Famosissimo nella Commedia dell'arte italiana, in genere interpretava la parte dell'innamorato col nome di Flavio.

## Biografia
Probabilmente nato a Roma, pubblicò la prima raccolta di canovacci (scenari) nel 1611 a Venezia col titolo di Il teatro delle favole rappresentative. I lavori contenuti in quest'opera sono cinquanta e da essi possiamo capire che nel “teatro improvviso” non si rappresentavano soltanto commedie, ma anche tragedie. Quaranta di questi sono veri e propri scenari di commedie, dieci sono un miscuglio di comico e di sentimentale.
Scala pubblicò anche una commedia dell'arte per esteso intitolata Il finto marito e gli viene attribuito anche Il Postumio, commedia stampata a Lione nel 1600 senza il nome dell'autore, durante le feste per le nozze di Maria de' Medici, regina di Francia e sposa di Enrico IV. 
Il teatro a improvvisazione raggiunse il massimo con la Compagnia dei Gelosi, in cui recitò Flaminio Scala. Questa compagnia fu attiva in Francia dove gli attori, recitando in italiano, influirono con la loro attività sullo sviluppo dei  teatri nazionali, ma la Compagnia dove ebbe il ruolo di capocomico fu la Compagnia dei Confidenti al servizio dell'impresario fiorentino Don Giovanni de' Medici. L'incarico venne affidato a Scala all'età di sessantatré anni e ci è pervenuto un vasto carteggio epistolare tra i due che dimostra come la compagnia prestasse, dietro pagamento, i propri servizi alla corte: la figura della compagnia teatrale professionista si affaccia così sul panorama del mondo dello spettacolo dando automaticamente lustro alla figura dell'attore.
Scala recitava con la moglie Orsola al fianco, in arte Flaminia: nel 1615 con i Confidenti si insediò al Teatro San Moisè di Venezia dove allestiva spettacoli teatrali nel periodo del carnevale.
La figura del comico e teatrante viene così ricordata da Ferruccio Marotti:
Un breve periodo al principio del diciassettesimo secolo vide la pubblicazione su carta di tre grandi autori della storia del teatro. Nel 1623 fu pubblicata una raccolta delle commedie, drammi e storici di Shakespeare, nel 1616 The Workes of Beniamin Ionson di Ben Jonson e nel 1611 era uscito Il Teatro delle Favole Rappresentative di Flaminio Scala, contenente cinquanta scenari teatrali.
Arlecchino ed Amleto sono i personaggi teatrali più universalmente noti.
Tuttavia Flaminio Scala non è certamente noto come il suo contemporaneo William Shakespeare. Gli interrogativi sullo Scala sono rimasti senza risposta, fu, se non protagonista, almeno comprimario e testimone di coloro che resero famosa la Commedia dell’Arte in Italia e in Francia negli ultimi anni del XVI secolo. Si mise alla testa dei Comici Gelosi, i quali prima uniti ai Confidenti poi se ne divisero, e formarono una Compagnia famosissima tanto lodata dal Garzoni nella sua Piazza Universale; e fu la prima ad aprir Teatro Comico in Parigi nel 1577. In questi anni molti sono stati gli studi riguardanti lo Scala, ma ad oggi egli è ancora un autore da letterati che il pubblico non conosce nella sua importanza teatrale.»
(Ferruccio Marotti)
Cotignola e il Premio Flaminio Scala:
Alla figura di Flaminio Scala, attore, autore e capocomico, TeatroVivo dedica un premio annuale che, a partire dal giugno del 2007 (anno della I edizione), viene consegnato ad un personaggio, illustre rappresentante del teatro e della Commedia dell'Arte.